# Gør det fuldt ud - Sanne Salomonsen & Ninka
Gør det fuldt ud - Sanne Salomonsen & Ninka er en dansk dokumentarfilm fra 1986.

## Handling
Denne artikel mangler et handlingsreferat. Hjælp os med at skrive det.